# Oreogrammitis kunstleri
Oreogrammitis kunstleri är en stensöteväxtart som beskrevs av Barbara S. Parris. Oreogrammitis kunstleri ingår i släktet Oreogrammitis och familjen Polypodiaceae. Inga underarter finns listade.